# Лим, Игорь Николаевич
Игорь Николаевич Лим (3 августа 1952, Ленинабад — 1 июня 2025) — российский государственный деятель, глава администрации города Нефтекамска с 1994 по 2003 год, депутат Государственного Собрания Республики Башкортостан с 1995 по 2002 год, Заслуженный строитель Республики Башкортостан (2002), почётный гражданин города Нефтекамска (2013).

## Биография
Игорь Николаевич Лим родился 3 августа 1952 года в Ленинабаде Таджикской ССР.
В 1974 году окончил Казанский инженерно-строительный институт.
В том же году начал трудовую деятельность бригадиром строительно-монтажного управления нефтегазодобывающего управления «Джалильнефть» Сармановского района Татарской АССР, затем до 1976 года работал бригадиром.
В 1976 году переехал в Нефтекамск и до 1979 года работал бригадиром в 4-м строительном управлении Ордена Трудового Красного Знамени республиканского строительного треста «Башнефтепромстрой» (БНПС), работал начальником производственно-технического отдела (ПТО).
В 1979 году, проработав старшим мастером Нефтекамского участка передвижной механизированной колонны объединения «Башнефть», продолжил трудовую деятельность в строительном тресте БНПС: до 1981 года — начальник ПТО 4-го строительного управления. С 1981 по 1986 год работал главным инженером и начальником передвижной механизированной колонны треста, с 1986 по 1994 год — главным инженером треста «Башнефтепромстрой».
В декабре 1994 года Игорь Лим был назначен главой администрации города Нефтекамска и занимал эту ответственную должность до мая 2003 года. В этот период избирался депутатом Палаты представителей Государственного Собрания Республики Башкортостан.
С мая 2003 года по август 2006 года — директор Арланского завода керамического кирпича, затем по май 2008 года — генеральный директор строительной организации «Интегралжилстрой», до выхода на пенсию в марте 2013 года — начальник производственно-технического отдела «Нефтегазстроя».
Решением Совета Нефтекамского городского округа от 27 июня 2013 года № 3-14/09 за большой вклад в строительство и дальнейшее развитие города Нефтекамска, активное участие в общественной жизни города Игорю Николаевичу Лиму присвоено звание «Почётный гражданин города Нефтекамска».
Скончался 1 июня 2025 года.

## Общественная деятельность
Являлся депутатом Палаты представителей Государственного Собрания Республики Башкортостан I (1995—1999) и II созывов (1999—2003).

## Награды и почести
- Заслуженный строитель Республики Башкортостан (2002)
- Почётный гражданин города Нефтекамска (2013)[5]